# Skazki... skazki... skazki starogo Arbata
Skazki... skazki... skazki starogo Arbata (Сказки… сказки… сказки старого Арбата) è un film del 1982 diretto da Savva Jakovlevič Kuliš.

## Trama
Il film racconta di un burattinaio che ha un amico Christopher, un figlio Kuzja e molte bambole. E improvvisamente una bella ragazza, Viktoša, arriva a casa sua, che tutti amavano.